# José Pedro de Oliveira Galvão
José Pedro de Oliveira Galvão (* 20. August 1840 in Goianinha; † 2. Oktober 1896) war ein brasilianischer Militär und Politiker.
Er war von 1890 bis 1896 Bundessenator für den Staat Rio Grande do Norte.

## Leben
José Pedro de Oliveira Galvão war der Sohn von Jose Pedro da Luz und Maria Josefina da Luz. 1862 kämpfte er im paraguayischen Krieg. Danach ging er auf eine Militärschule in Rio de Janeiro, ging 1871 zur Infanterie und Kavallerie, wurde 1876 Leutnant und schon 1879 zum Kapitän ernannt.
1890 wurde er zum Oberstleutnant befördert. Pedro Velho de Albuquerque Maranhão, erster Gouverneur von Rio Grande do Norte, wurde auf ihn aufmerksam und ernannte ihn zum Bundessenator für seinen Heimatstaat. Dieses Amt bekleidete für die Legislaturperioden von 1890 bis 1891, 1891 bis 1893 und 1894 	bis 1896 er bis 1895, 1896 wurde er noch zum Brigadegeneral befördert. 1891 gehörte er zu den Unterzeichnern der neuen brasilianischen Verfassung.
Er war verheiratet mit Elvira Souto Galvão, mit der er zwei Kinder hatte.